# Strindberg (släkt)
Strindberg är en svensk släkt med författaren August Strindberg som den mest kände medlemmen. Släktens äldste kände stamfader är bonden Anders Olsson, född omkring 1565 i byn Strinne i Multrå socken i Ångermanland. Släktnamnet antogs efter ortens namn av komminister Henric Strinnberg (1708–1767) i Revsund och Sundsjö i Jämtland, gift med Maria Elisabeth Åkerfelt av adliga ätten Åkerfelt. Släktnamnet Strinnberg ändrades så småningom till Strindberg. En av Henrik Strinnbergs söner var kryddkramhandlare och stadsmajoren Zacharias Strindberg (1758-1829), som i sin tur hade sönerna Johan Ludvig Strindberg (1794–1854) och Carl Oscar Strindberg (1811-1883). Ludvig var far till grosshandlaren Johan Oscar Strindberg (1843–1905) medan Oscar var far till författaren August Strindberg.
Den 31 december 2012 fanns 254 personer i Sverige med efternamnet Strindberg.

## Medlemmar av Släkten Strindberg[4]
- August Strindberg (1849–1912), författare
  - Karin Smirnoff, född Strindberg (1880–1973), författare och dramatiker, dotter till August Strindberg
  - Greta Strindberg (1881–1912), skådespelerska, dotter till August Strindberg
  - Hans Strindberg (1884–1917), försäkringstjänsteman och matematiker, son till August Strindberg
  - Friedrich Strindberg (1897–1978), författare, pseudonym Fredrik Uhlson, juridisk son till August Strindberg
  - Anne-Marie Hagelin, född Strindberg (1902-2007), dotter till August Strindberg
- Carl Axel Strindberg (1845–1927), kompositör, sångtextförfattare, musiker och försäkringstjänsteman, bror till August Strindberg
  - Axel Strindberg (1910–2000), författare och litteraturhistoriker, son till Carl Axel Strindberg
- Johan Oscar Strindberg (1843–1905), grosshandlare, kusin till August Strindberg
  - Erik Strindberg (1871–1944), arkitekt, son till Johan Oscar Strindberg
  - Nils Strindberg (1872–1897), vetenskapsman och polarfarare, son till Johan Oscar Strindberg
  - Sven Strindberg (1874–1957), intendent för Liljevalchs konsthall, son till Johan Oscar Strindberg
    - Åke Strindberg (1901-1959), länsarkitekt, son till Sven Strindberg
      - Staffan Strindberg (född 1952), arkitekt, son till Åke Strindberg
      - Henrik Strindberg (född 1954), tonsättare, son till Åke Strindberg

  - Tore Strindberg (1882–1968), skulptör och medaljgravör, son till Johan Oscar Strindberg
    - Göran Strindberg (1917–1991), filmfotograf, son till Tore Strindberg
    - Rolf Strindberg (1944–1974), tecknare och målare, son till Tore Strindberg